# 拉克比 (加利福尼亞州)
拉克比（英語：Rackerby）是位於美國加利福尼亞州比尤特縣的一個人口普查指定地區。

## 地理
拉克比的座標為39°26′23″N 121°20′29″W / 39.43972°N 121.34139°W，而該地最高點為海拔高度361米（即1184英尺）。

## 人口
根據2010年美國人口普查的數據，拉克比的面積為7.650平方千米，當中陸地面積為7.650平方千米，而水域面積為0.037平方千米。當地共有人口204人，而人口密度為每平方千米26人。